# デイビー造船所
デイビー造船所 (Davie Shipbuilding) はカナダのケベック州、レヴィ（旧ローゾン）にある造船所。1986年、カナダ政府の要請でマーリン・インダストリー社に吸収合併され、MIL デイビー造船所となった。

## 建造艦
- カナダ海軍
  - イロクォイ級ミサイル駆逐艦
    - イロクォイ（1969年起工、1970年進水）
    - アサバスカン（1969年起工、1970年進水）
    - ヒューロン（1969年起工、1971年進水）
    - アルゴンキン（1969年起工、1971年進水）

  - ハリファックス級フリゲート
    - ヴィル・ド・ケベック（1988年起工、1991年進水）
    - レジャイナ（1989年起工、1992年進水）
    - カルガリー（1991年起工、1992年進水）
- マーリン・アトランティック社
  - フェリー：カリブー号、ジョセフ・アンド・クララ・スモールウッド号